# Шапиро, Валентин Ефимович
Валенти́н Ефи́мович Шапи́ро (1922—1996) — участник Великой Отечественной войны, командир звена 31-го гвардейского истребительного авиационного Никопольского Краснознамённого ордена Суворова полка 6-й гвардейской истребительной авиационной Донской-Сегедской Краснознамённой ордена Суворова дивизии 3-го гвардейского истребительного авиационного корпуса 5-й воздушной армии 2-го Украинского фронта, Герой Советского Союза, гвардии старший лейтенант.

## Биография
Родился в семье служащего. Еврей. Окончил 10 классов. В РККА с 1940 года. Окончил Сталинградскую военную авиационную школу пилотов.
На фронтах Великой Отечественной войны с сентября 1942 года. Командир звена 31-го гвардейского истребительного авиационного полка (6-я гвардейская истребительная авиационная дивизия, 3-й гвардейский истребительный авиационный корпус, 5-я воздушная армия, 2-й Украинский фронт). К маю 1945 года совершил 590 боевых вылетов, в том числе 455 на разведку войск противника; в 48 воздушных боях сбил 12 самолётов противника (3 Ме-109, 2 Ю-88, 1 Ю-52, 2 FW-189, 4 FW-190). Член КПСС с 1943 года.
В 1950 году окончил Военно-воздушную академию. Командовал авиационным полком. С 1978 года в запасе. Жил в Балашихинском районе Московской области.

## Награды
Указом Президиума Верховного Совета СССР от 15 мая 1946 года за образцовое выполнение заданий командования и проявленные мужество и героизм в боях с немецко-фашистскими захватчиками гвардии старшему лейтенанту Шапиро Валентину Ефимовичу присвоено звание Героя Советского Союза с вручением ордена Ленина и медали «Золотая Звезда» (№ 8983).
Награждён четырьмя орденами Красного Знамени, двумя орденами Отечественной войны 1 степени, двумя орденами Красной Звезды, орденом «За службу Родине в Вооружённых Силах СССР» 3 степени, медалями.

## Память
- Надгробный памятник на Николо-Архангельском кладбище.
- Памятная мемориальная доска на аллее Героев в городе Балашихе.